# Rhododendron 'Jane Abbott Pink'
Rhododendron 'Jane Abbott Pink' (Джейн Эббот Розовый) — сорт зимостойких листопадных рододендронов. 
Сорт получен Фрэнком Эбботтом в 1930 году, в результате скрещивания неизвестного сорта из группы Mollis Hybrids с Rhododendron prinophyllum.
Сходное происхождение имеют сорта 'Jane Abbott Peach' и 'Jane Abbott'.

## Биологическое описание
Листопадный кустарник. Крона округлая. Высота до 182 см. 
Цветки воронковидные, широко открытые, ароматные, розовые.

## В культуре
Посадку рекомендуется осуществлять на участках освещенных солнцем или в полутени. 
Зоны зимостойкости от 4 до более тёплых.